# Югала
Югала — река в России, протекает по Чойскому району Республики Алтай. Устье реки находится в 127 км по левому берегу реки Иша. Длина реки составляет 14 км.

## Притоки
- Туравитый
- Юхтарь
- Югаленок
- Пачевский
- Бересневский
- Русаковский

## Данные водного реестра
По данным государственного водного реестра России относится к Верхнеобскому бассейновому округу, водохозяйственный участок реки — Катунь, речной подбассейн реки — Бия и Катунь. Речной бассейн реки — (Верхняя) Обь до впадения Иртыша.